# Catoptria bartellus
Catoptria bartellus là một loài bướm đêm trong họ Crambidae.